# Climbing (Lionel Richie)
Climbing is een nummer van de Amerikaanse zanger Lionel Richie uit 1996. Het vierde single van zijn zijn vierde studioalbum Louder than Words.
"Climbing" is de afsluiter van het album "Louder Than Words". Het nummer is voor het grootste deel ingetogen, na enkele tempowisselingen en orkestrale intermezzo's, breekt het nummer wat meer open en is er ook een gitaar te horen. Toto-leden David Paich, Steve Lukather, Steve Porcaro en Jeff Porcaro verleenden hun medewerking aan het nummer. De plaat bereikte enkel in het Nederlandse taalgebied de hitlijsten, met een 5e positie in de Nederlandse Tipparade en een 14e positie in de Vlaamse Ultratop 50.

## Tracklijst
- Cd-single

1. "Climbing" (radioversie) - 4:43
2. "Still in Love" - 4:42